# Alien Siege – Angriffsziel Erde
Alien Siege – Angriffsziel Erde ist ein US-amerikanischer Science-Fiction-Film aus dem Jahr 2018 vom Filmproduktionsstudio The Asylum.

## Handlung
Außerirdische landen auf der Erde. Schnell wird deutlich, dass sie keine friedlichen Absichten haben. Der Präsident der Vereinigten Staaten wird noch gerade rechtzeitig aus dem Weißen Haus evakuiert. In einem Helikopter verlässt er Washington, D.C. Allerdings muss er schon bald in einer Kleinstadt im US-Bundesstaat Connecticut notlanden. Die dortigen Einwohner schließen sich zu einer Bürgerwehr zusammen, um gegen die außerirdischen Eindringlinge vorzugehen und das Leben ihres Präsidenten zu schützen.
Der Hacker und Außenseiter Luke Bennett stürzt sich aufgrund seines Wissens bald ebenfalls in die Schlacht und kann die Alien-Technologie teilweise ausschalten. Auch seine Eltern werden in die Allianz aufgenommen.

## Hintergrund
Der Film wurde überwiegend im kalifornischen Los Angeles County gedreht. Der Film ist nicht zu verwechseln mit Alien Siege – Tod aus dem All aus dem Jahr 2005.

## Kritik
„Lahmer Science-Fiction-Trashfilm nach einschlägigen Mustern, der trotz pausenloser Action keinerlei Spannung erzeugt. Enttäuschend fällt neben den billigen Spezialeffekten und den flachen Figuren auch die außergewöhnlich einfallsarme Gestaltung der Außerirdischen aus.“

„Die ersten Tricks sehen solide aus, dann war das Geld alle. Hölzerne Mimen plappern debil daher […] und wehren sich mit Feuerwerkskörpern (ehrlich!) gegen alberne Aliens. Fazit: Unfreiwillig komisch bis einfach nur nervig“

Cinema bezeichnet die in der Anfangsphase auftretenden Spezialeffekte als solide, spottet mit den Worten dann war das Geld alle darüber, dass dieses Niveau nicht über den ganzen Film gehalten werden konnte. Die Schauspieler werden als hölzern beschrieben, die Darstellung der Aliens wird als albern gewertet. Kritisiert werden die Dialoge, die stellenweise keinen Sinn ergeben oder überflüssig sind.